# سيلفستر جاي ريان
سيلفستر جاي ريان (بالإنجليزية: Sylvester J. Ryan)‏ هو قاضي ومحامي أمريكي، ولد في 10 سبتمبر 1896 في نيويورك في الولايات المتحدة، وتوفي في 10 أبريل 1981.